# 巴兰尼亚

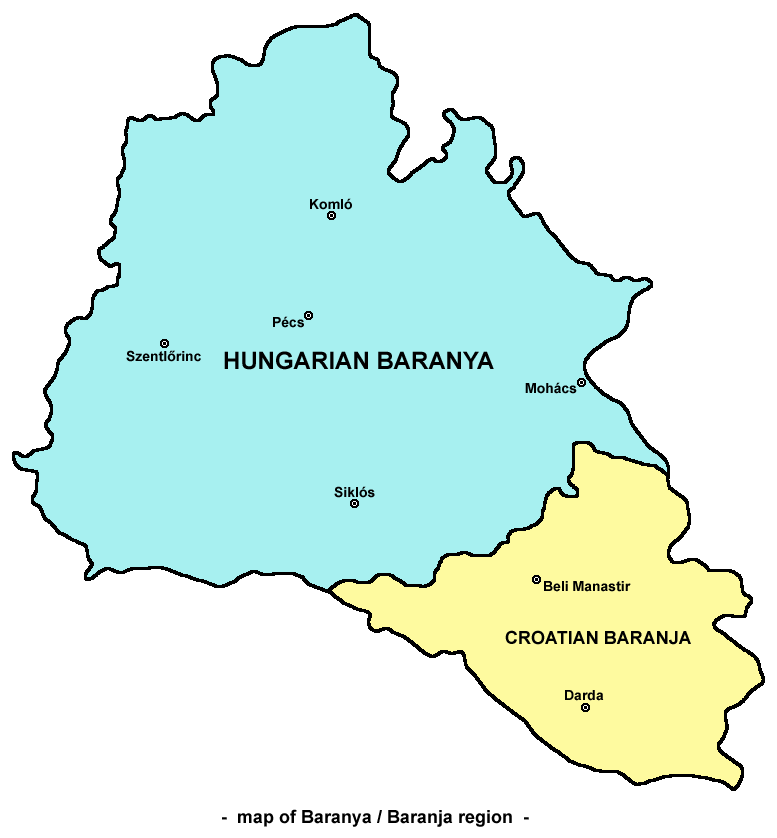
巴兰尼亚地区地图

巴兰尼亚（匈牙利語：Baranya, /ˈbɒrɒɲɒ/; /bǎraɲa/）又译为巴拉尼亚，是位于多瑙河及德拉瓦河之间的一个地理区域。现在该区域分属匈牙利及克罗地亚。其在匈牙利的部分，该地区被设为巴蘭尼亞州；而在克罗地亚部分，该地区属奧西耶克-巴拉尼亞縣。

## 名称
其名称来自于斯拉夫语的，意为“沼泽”、“湿地”，所以巴拉尼亚意为“沼泽地”。就算现今，该地区仍有大片湿地，如克罗地亚境内的克拉斯基利特自然公园，是欧洲最大的湿地保护区。
另有一说，谓该地区名来源于匈牙利语的，意为“羊羔”。

## 历史
历史上，该地区曾先后属于罗马帝国、匈人、东哥特王国、伦巴第王国、阿瓦尔人、法兰克帝国、下潘诺尼亚公国、保加尔帝国、匈牙利王国、奥斯曼帝国、哈布斯堡君主国、奥地利帝国、奥匈帝国。1921年，在该地区短暂建立巴兰尼亚—巴亚塞尔维亚—匈牙利共和国。1921年后，该区域分属匈牙利及塞爾維亞人、克羅埃西亞人和斯洛維尼亞人王國（后改为南斯拉夫王国）。
1944-1945年时，南斯拉夫部分的巴兰尼亚属于伏伊伏丁那社会主义自治省，但1945年时划给了克罗地亚社会主义共和国。
1991年克羅埃西亞戰爭时，该部分的巴兰尼亚为塞爾維亞克拉伊納共和國所占领。1995年战争结束后，根据《埃尔杜特协定》，该地在1996-1998年间由联合国东斯拉沃尼亚、巴拉尼亚和西锡尔米乌姆过渡行政当局管理，并于1998年被和平地全权交还克罗地亚主权。现今该地是克罗地亚奧西耶克-巴拉尼亞縣的一部分。

## 地理

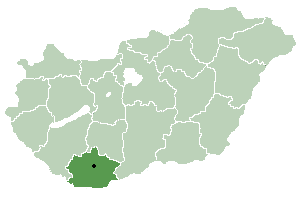
匈牙利的巴蘭尼亞州

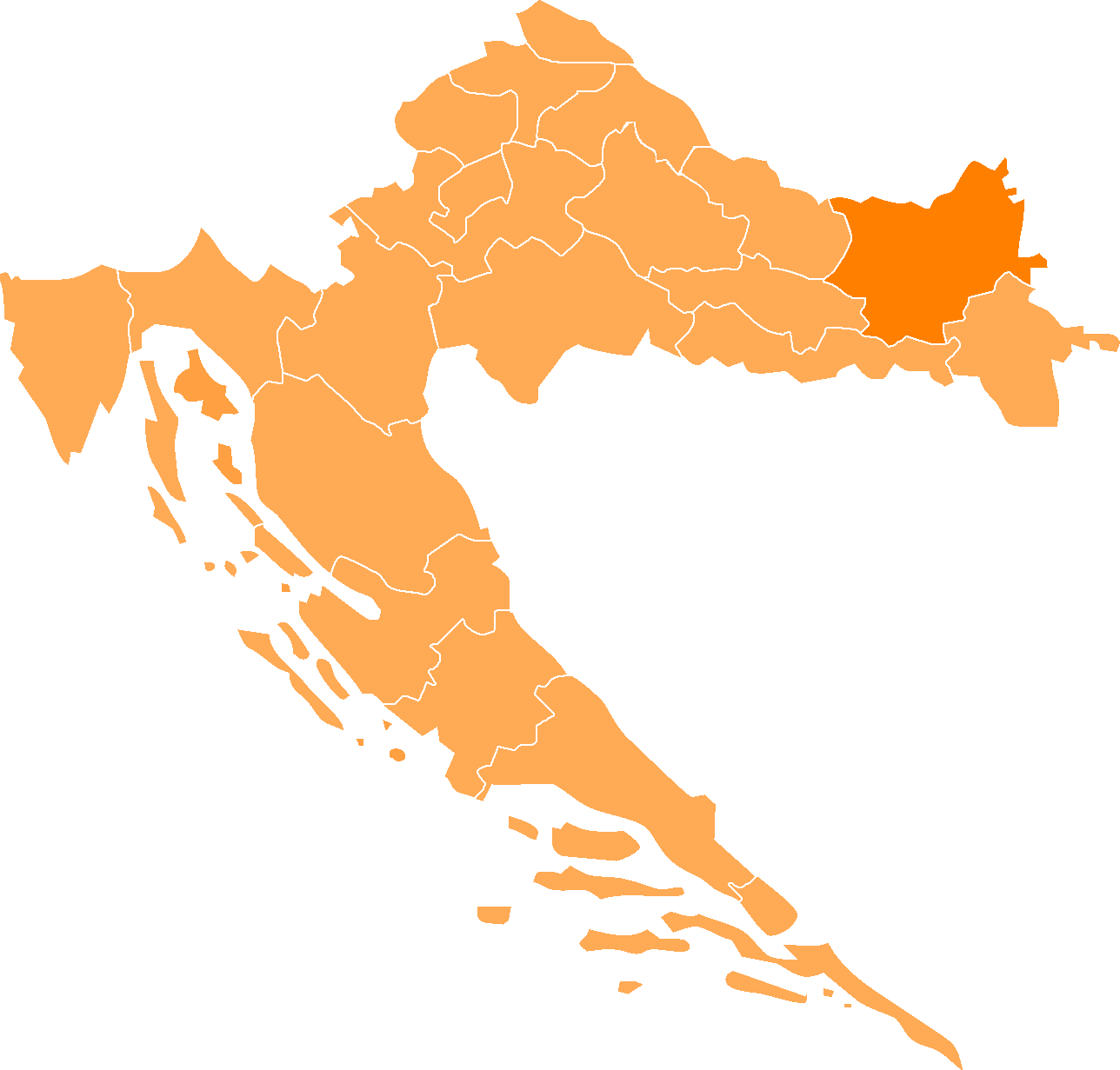
克罗地亚的奧西耶克-巴拉尼亞縣

现在，巴兰尼亚地区分属于匈牙利及克罗地亚两国。匈牙利的部分为巴蘭尼亞州，克罗地亚部分属奧西耶克-巴拉尼亞縣。

## 画廊

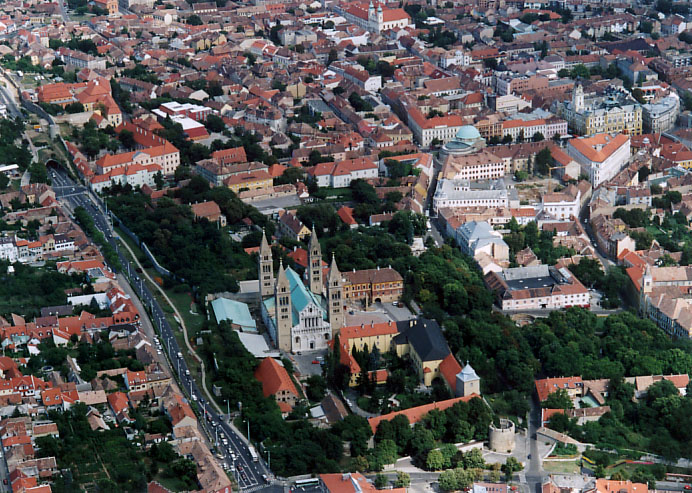
匈牙利佩奇俯瞰
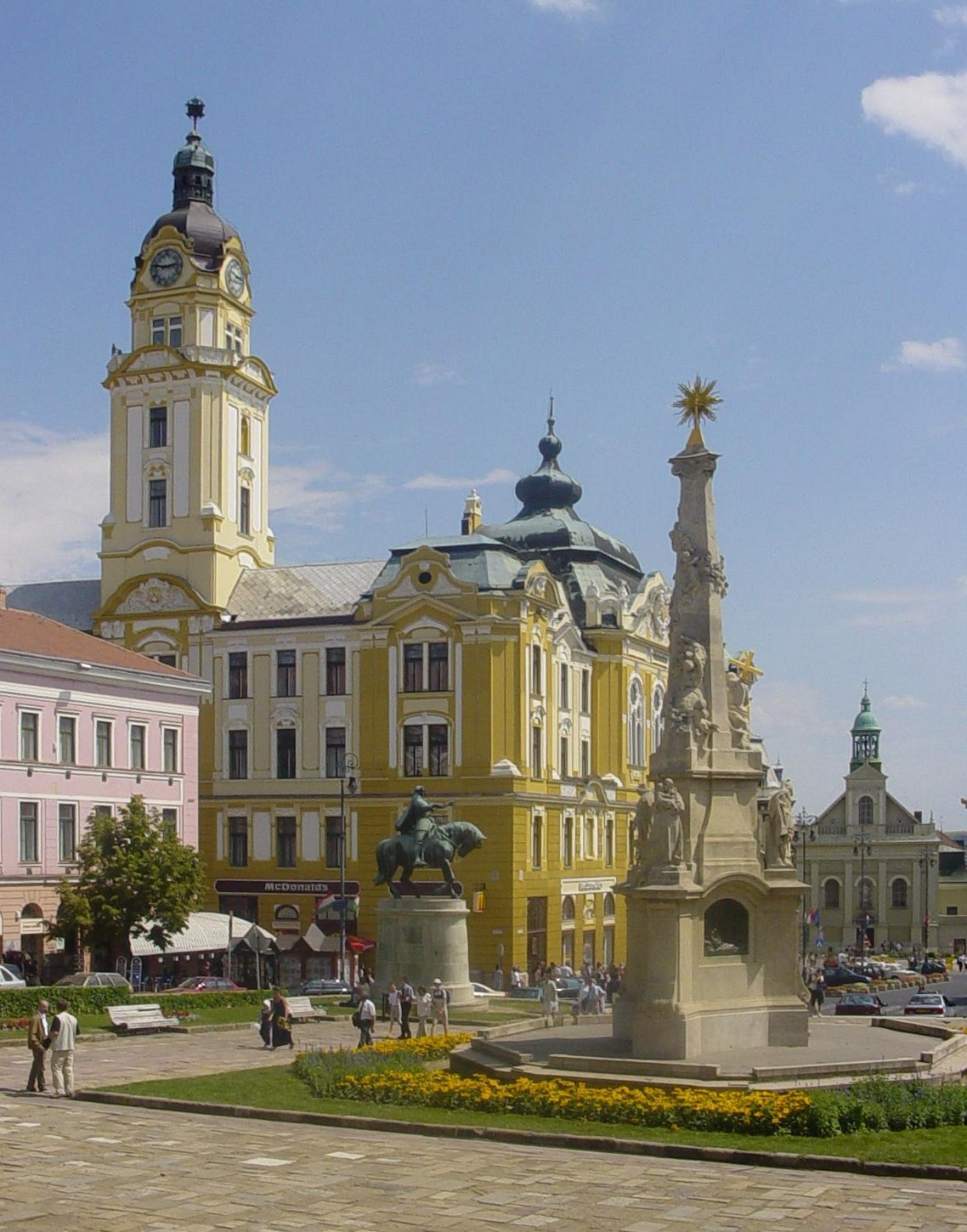
匈牙利佩奇的中央广场
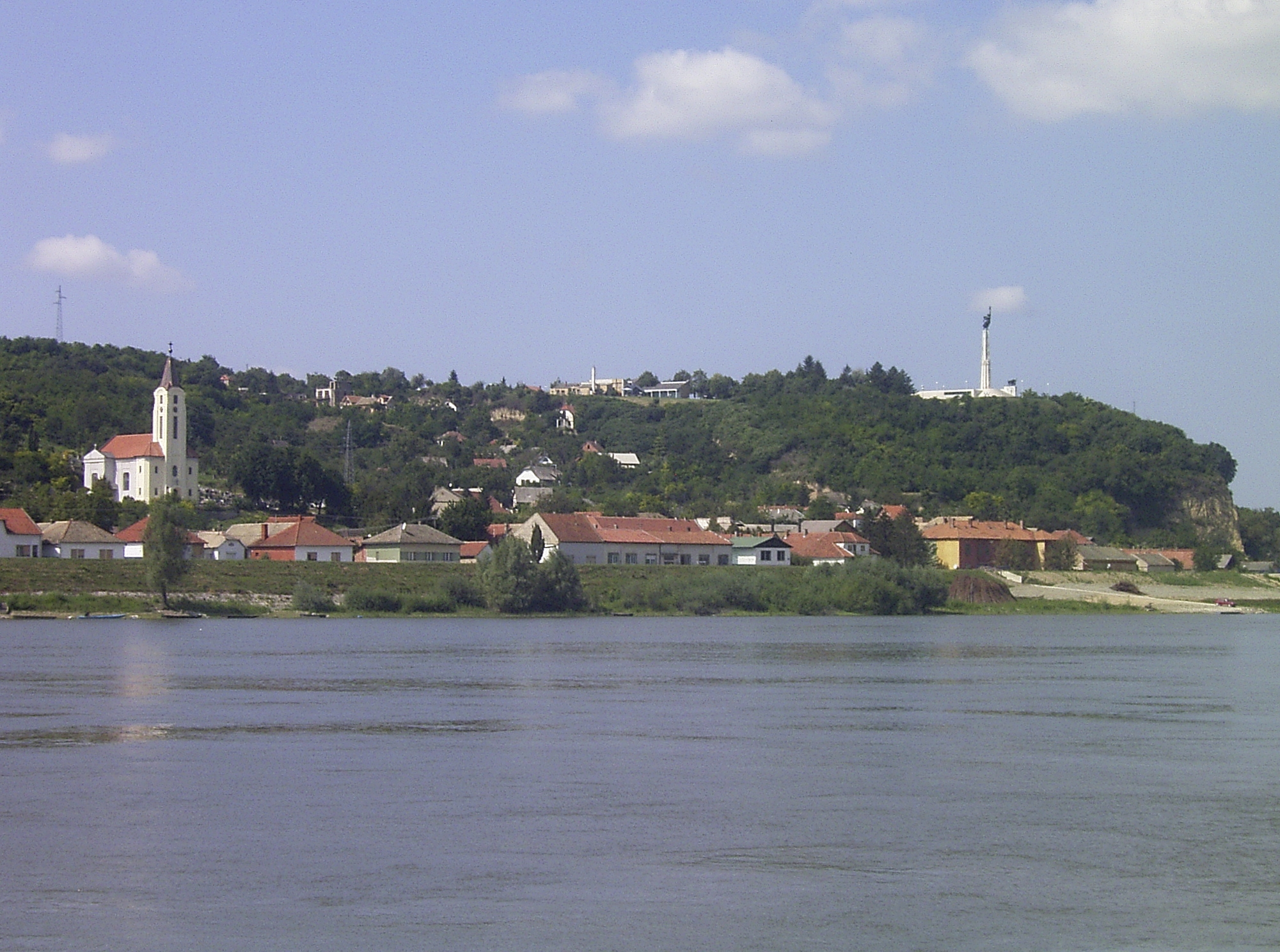
克罗地亚巴蒂纳（Batina）村
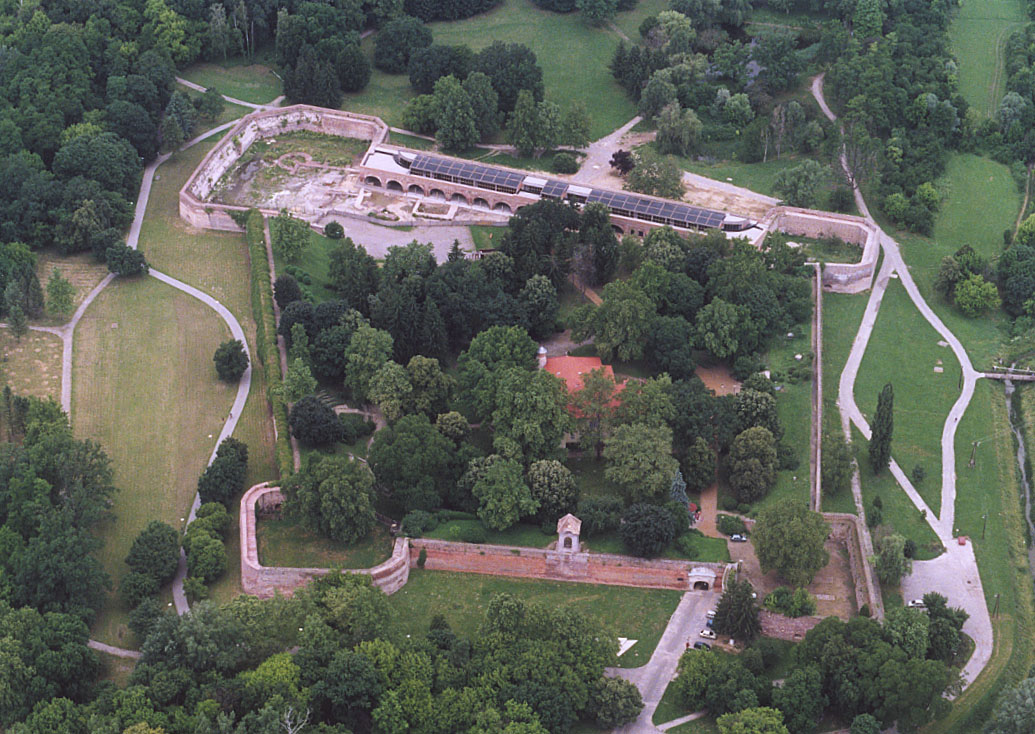
匈牙利錫蓋特堡俯瞰
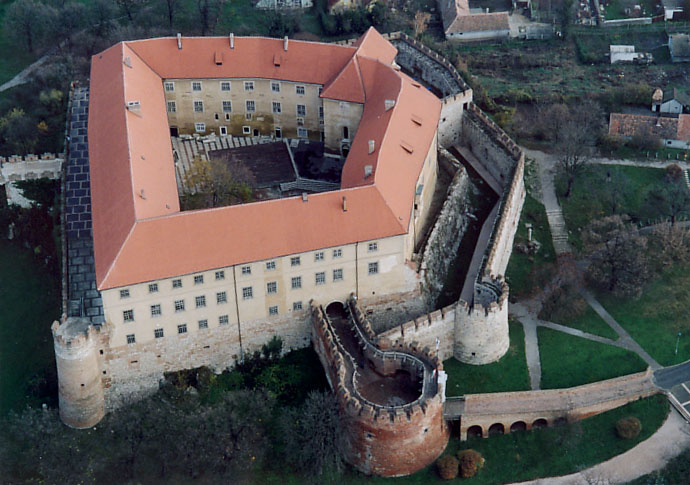
匈牙利的希克洛什城堡
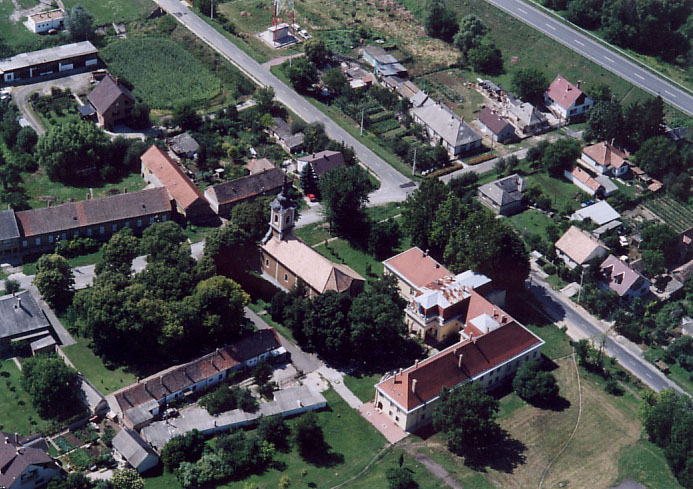
俯瞰匈牙利聖勒林茨宫殿
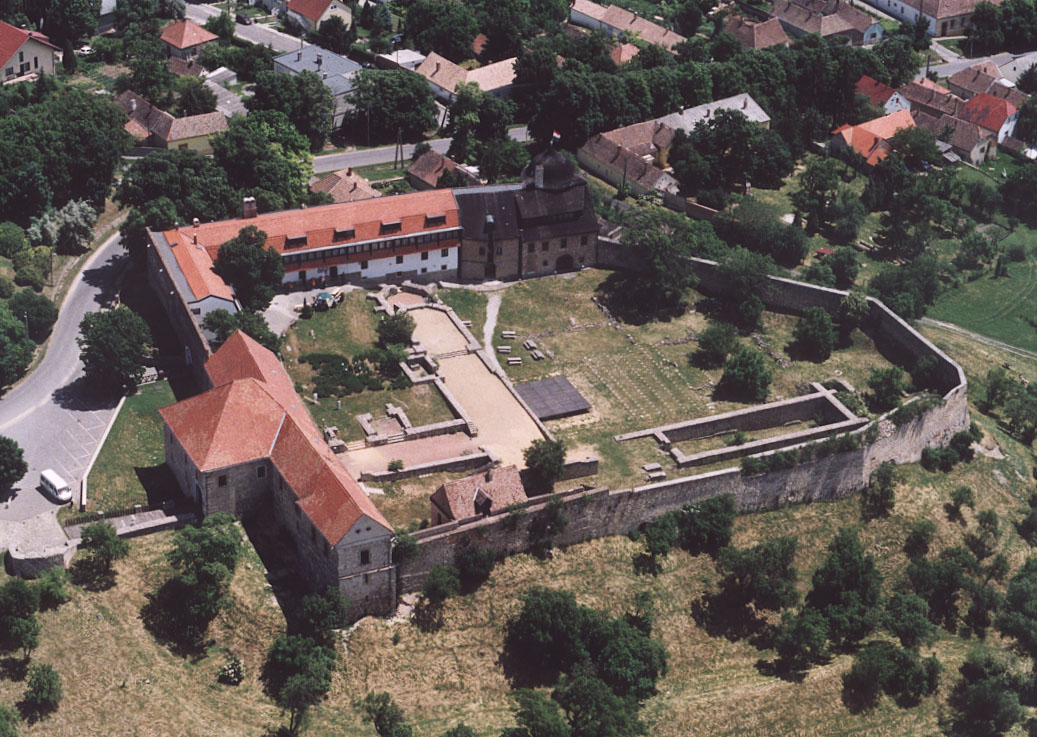
匈牙利佩奇瓦勞德城堡俯瞰
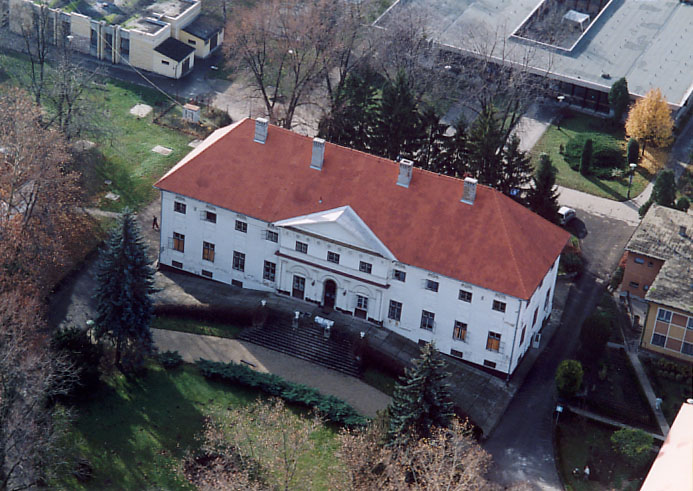
匈牙利博伊宫殿俯瞰
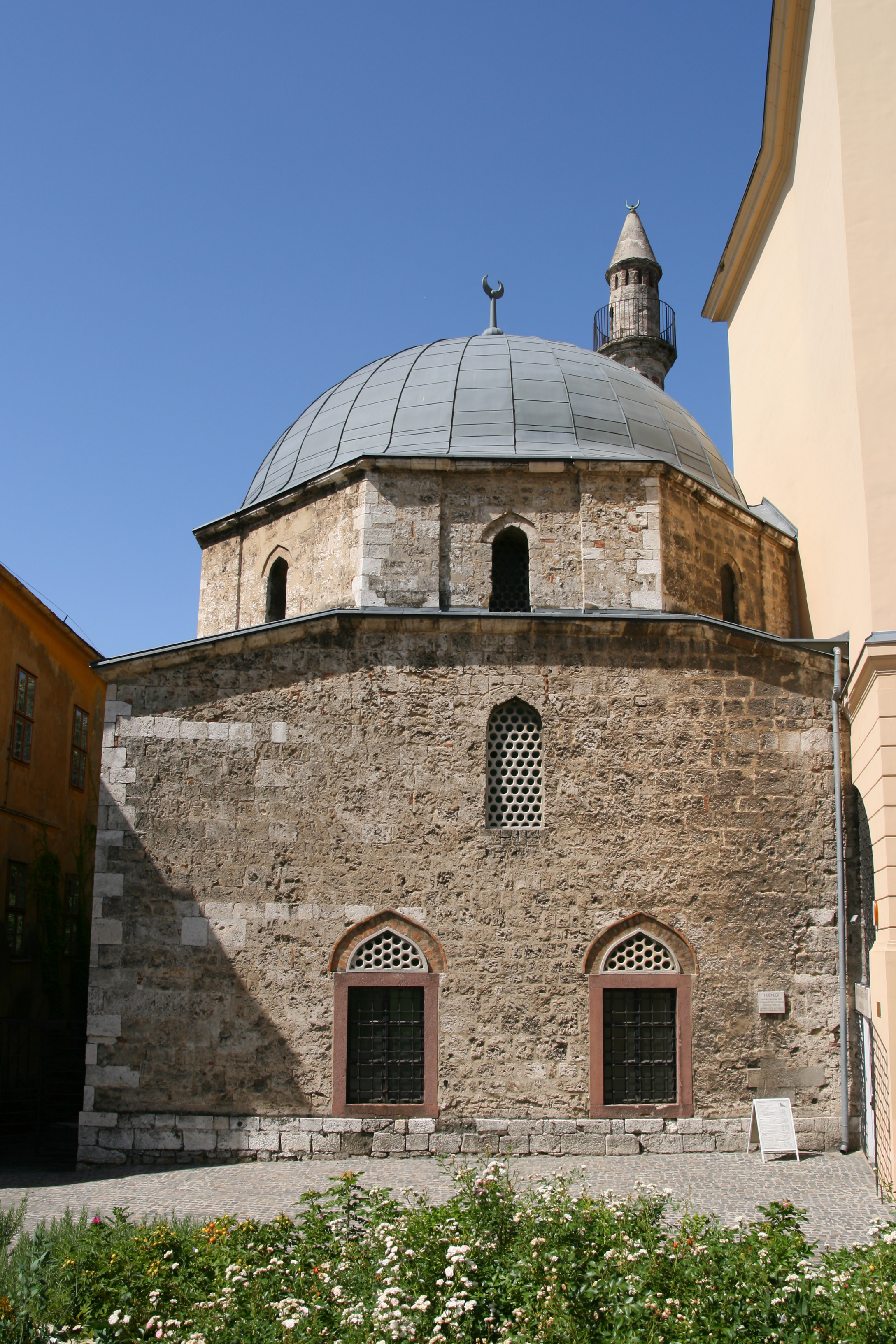
位于匈牙利佩奇的土耳其清真寺（Jakovali Hassan mosque）